# Danila Kozlovski
Pour les articles homonymes, voir Kozlovski.
Danila Valeriévitch Kozlovski (en russe : Данила Валерьевич Козловский) est un acteur russe de théâtre et de cinéma, né le 3 mai 1985 à Moscou.

## Biographie
Danila Kozlovski naît le 3 mai 1985 à Moscou, et est le deuxième enfant d'une famille de trois garçons. Son frère aîné s'appelle Iegor, et le benjamin Ivan.
Enfant, il étudie deux mois la danse et le chant, il joue du saxophone et de l'alto.
Pendant six ans, suivant la volonté de ses parents, il effectue ses études au Corps des Cadets de la Marine de Kronstadt. Il obtient son diplôme en 2002.
Le jeune acteur fait sa première apparition cinématographique en 1999. Il tient le rôle d'un garnement dans la série pour la jeunesse Les Vérités simples de Iouri Belenki et Vadim Chmeliov diffusée en 1999-2003 sur Rossiya 1.
Son diplôme en poche, et malgré les recommandations défavorables de ses amis et proches, il s'inscrit aux cours d'acteur et metteur en scène de l'Académie des arts du théâtre de Saint-Pétersbourg, sous la direction de Lev Abramovitch Dodine. Danila commence à jouer de façon régulière dès la deuxième année. Il réussit parfois à prendre part au tournage de trois ou quatre films dans une année. Son talent, son obstination et son abnégation sont loués par tous les réalisateurs qui l'ont côtoyé. Les rôles interprétés par Danila sont tous très différents, mais il aborde chacun de façon organique ou viscérale, apportant toute sa force de conviction.
En 2005, le talent de Danila Kozlovski est récompensé par le trophée Éléphant Blanc, décerné par la Guilde des critiques de cinéma russe. Son interprétation de Nikolaï dans le film d'auteur Garpastum est ici remarqué.
Il tient des rôles principaux au Petit Théâtre dramatique de Saint-Pétersbourg et continue à tourner au cinéma. Il tient le rôle de Dimitri Belikov dans Vampire Academy. Danila Kozlovski a été doublé en France par Volodia Serre pour Vampire Academy (2014) et Hardcore Henry (2015).

## Rôles au théâtre

### Petit Théâtre dramatique - Théâtre de l'Europe
- 2007 : Le Roi Lear de William Shakespeare : Edgar
- 2007 : La lubie d'Alexandre Ostrovski et Piotr Nevejine : Barkalov, le gérant du domaine
- 2007 : Mélodie de Varsovie de Leonid Zorine : Victor
- 2007 : Vie et Destin de Vassili Grossman : le général Novikov
- 2009 : Sa Majesté des mouches de William Golding : le chef de tribu Ralph
- 2010 : Lorenzaccio d'Alfred de Musset : Lorenzaccio
- 2012 : Cabale et Amour de Friedrich von Schiller : Ferdinand von Walter
- 2014 : La Cerisaie d'Anton Tchekhov : Lopakhine
- 2016 : Hamlet de Lev Dodine basé sur les œuvres de Saxo Grammaticus, Raphael Holinshed, Boris Pasternak et William Shakespeare : Hamlet

### Théâtre post
- 2012 : Shoot/Get Treasure/Repeat de Mark Ravenhill, mise en scène Dmitri Volkostrelov et Semione Alexandrovski : le dictateur

## Filmographie

### Acteur
- 1999 : Les Vérités simples de Iouri Belenki et Vadim Chmeliov : Denis Seliviorstov
- 2004 : Sissi, l'impératrice rebelle de Jean-Daniel Verhaeghe
- 2005 : Garpastum d'Alexeï Alexeïevitch Guerman : Nikolaï
- 2006 : Crime et météo de Boris Froumine : Viktor
- 2008 : Nous venons du futur d'Andreï Malioukov : Sergueï Filatov
- 2010 : Moscou, je t'aime ! d'Egor Kontchalovski : Viktor
- 2011 : Cinq fiancées de Karen Oganessian : Alexeï Kaverine
- 2011 : Target (Мишень, Mishen) d'Alexander Zeldovich : Mitya
- 2011 : Raspoutine de Josée Dayan : Dimitri Pavlovitch
- 2012 : L'Espion d'Alexeï Andrianov : Egor
- 2012 : Soulless de Roman Prygounov : Max Andreïev
- 2013 : Le Légendaire n°17 de Nikolaï Lebedev : Valeri Kharlamov
- 2014 : Vampire Academy de Mark Waters : Dimitri Belikov
- 2015 : Doukhless 2 (ru) de Roman Prygounov (ru) : Max Andreïev
- 2015 : Hardcore Henry d'Ilya Naishuller : Akan
- 2016 : Viking d'Andreï Kravtchouk : Vladimir 1er
- 2016 : The Crew de Nikolaï Lebedev : Alexeï Gouchtchine
- 2017 : Matilda d'Alexeï Outchitel : Vorontsov
- 2018 : McMafia d'Hossein Amini et James Watkins : Grigori Michine
- 2018 : Dovlatov d'Alexeï Guerman Jr : David
- 2018 : L'Entraîneur de lui-même : Youri Stolechnikov
- 2019 : Vikings de Michael Hirst (série télévisée - saison 6) : le prince Oleg
- 2021 : Chernobyl: Under Fire (Чернобыль) de lui-même : Alexeï
- 2023 : En traître (mini-série) : Anton Melnikov

### Réalisateur
- 2018 : L'Entraîneur (Тренер)
- 2021 : Chernobyl: Under Fire (Чернобыль)
- 2021 : Karamora

## Décorations
- 2006 : Prix Éléphant blanc du meilleur rôle masculin de la Guilde des critiques de cinéma russe, pour le rôle dans le film Garpastum (2005) d'Alexeï Guerman Jr
- 2008 : Prix du meilleur rôle masculin du 16e festival Sozvezdie [Constellation] de Tver, pour le rôle de Sergueï Filatov dans le film Nous venons du futur d'Andreï Malioukov
- 2013 : Prix l'Aigle d'or du meilleur rôle masculin, pour le rôle de Max Andreiev dans Sans esprit 2 de Roman Prygounov
- 2014 : Prix théâtral Figaro d'Andreï Mironov, pour les spectacles des années 2011-2014.
- 2016 : Prix Nika du meilleur rôle masculin du lors de la 29e cérémonie des Nika pour Sans esprit 2 de Roman Prygounov
- 2017 : Prix Masque d'or pour le rôle principal dans le spectacle Hamlet de Lev Dodine au Maly Drama Théâtre (saison 2015-2016)
- 2018 : Artiste émérite de la Fédération de la Russie

## Publicités
- 2014 : Coco Mademoiselle, de Joe Wright pour Chanel